# Yohana Vargas
Yohana Lisseth Vargas Barrientos (Caracas, Venezuela; 13 de octubre de 1982), más conocida como Yohana Vargas, es una actriz, animadora y modelo conocida por su participación en los programas El Avispero y Top Fish, además de sus múltiples apariciones en revistas.

## Biografía
Yohana Vargas nació en Caracas, Venezuela el 13 de octubre de 1982.
Cursó sus estudios de Artes: Mención Cinematografía en la Universidad Central de Venezuela (UCV). Además de esto completó su formación con diversos cursos de maquillaje profesional, actuación, arte conceptual en Venezuela, atención al Público, básico de Publicidad, básico de Relaciones Públicas, fotografía, asistencia de Dirección, taller de actuación para Casting Integral y Creativo, redacción, comprensión lectora, bioseguridad aplicada a la cosmetología, escritura de Guion para cortometraje de ficción, actuación para Cinematografía, lenguaje del silencio, foniatra, dicción y oratoria.

## Carrera

### Calendarios
En 2012 fue la imagen del calendario “Sumergida en tus pensamientos”. Además resaltó su aparición en el calendario del Mundial en 2014.

### Revistas y catálogos
Participó en las revistas: Blitz, Urbe Bikini, Latin Angels, Ronda, Somos estatus y Dominical, apareciendo en la portada de: Gasolina, 1340 Magazine y Playboy.
Fue la imagen de los catálogos: Sixteen (trajes de baño), Amanda’s Secrets (ropa interior), Six6Jeans (blue jeans), Sense´s (trajes de baño), Fijixtreme (trajes de baño) y Kaya Swim (trajes de baño).

### Concursos de belleza y desfiles
Su rumbo como modelo se consolidó al lograr ser Miss Sambil Model y Miss Teen Venezuela y participar en los desfiles: Venezuela se viste de moda (2014-2016), Revoir Moda (2014), Gala Benéfica Ángeles del Corazón (2014), Colección del Disenador Daniel Fabregas (2016) y Lingerie 50 Aniversario de Playboy en República Dominicana (2010).

### Televisión
En 2011 intervino en el Especial: Los Roques Latin Angels TV.
En 2013-2017 participó en Top Fish, un programa de pesca deportiva en el Canal Meridiano.
En 2016 estuvo en un programa de entrevistas a artistas conocido como Latin Show TV.
De 2013 a 2017 fue Conductora de la sección entrevistas internacionales en el programa “El Avispero”, un programa transmitido los jueves 7pm por Televen.
Además de la televisión incursionó en el mundo radiofónico por medio del Programa de Radio: “2 para las 12” en 2016, el cual se podía escuchar en el Dial: 97.7 FM.

## Otros trabajos

### Comerciales
- Maltín Polar (bebida)
- Sérpico (trajes de baño)
- Brahma (bebida)
- Fit Gourmet (2015)

### Animaciones
- Gira EPA: 8 ciudades de Venezuela: Barquisimeto, Puerto La Cruz, Maracaibo, Falcon, Maturín, Maracay, Caracas, Valencia (2014)
- Pepsi: alfombra azul (2014)
- Concierto: anfiteatro sambil; Desorden Público, Rawayana, Pericos (2014)
- Mister Universo Venezuela (2014)[9]
- Revoir Moda (2014)
- Ceremonia final de año: CANAL TELEVEN (2014)
- Convención HISPANA DE SEGUROS: México (2015)
- Exposexo, Salud y Belleza: Fashion Show (2016)[10]
- Margarita IN MODA: Fashion Show (2016)[11]
- Estreno de la película: Hands of Stone-Manos de piedra (2017)
- Apertura de la discoteca: BoraBora (2017)
- Inauguración Tienda VBK CLOTHING: Miami (2017)

### Obras de teatro
- MUJERES INFIELES: “Enrique Salas” (2015)[12]
- VENEZOLANO TENÍAS QUE SÉ: “Marco Perez” (2016)[13]
- CRÓNICAS DESQUICIADAS: “Javier Vidal” (2016)[14]
- NI TAN SANTICA: “Enrique Salas” (2016)
- ERES PA' MI O PA' MÁS NADIE: “Enrique Salas” (2017)

## Vídeos musicales
| Año  | Artista             | Canción         |
| ---- | ------------------- | --------------- |
| 2012 | Grupo: Puro Melao   | Ya no quiero    |
| 2013 | DUO Kike&Mark       | So' si ta' rico |
| 2013 | Grupo Treo          | Te gusta        |
| 2016 | Sigiloso            | La Maldad       |
| 2016 | El Muchacho Kristo  | Me tiene mal    |
| 2017 | Neutro & Sixto Rein | El Reloj        |
| 2017 | Ro Millones         | Los 500         |

## Premios y reconocimientos
| Año  | Premio                              | Categoría                     | Resultados |
| ---- | ----------------------------------- | ----------------------------- | ---------- |
| 2014 | Premio Anton Awards                 | Animadora Revelación del Año  | Ganadora   |
| 2016 | Premios Cacique de Oro              | Programa de Farándula del Año | Nominada   |
| 2016 | Premios Cacique de Oro              | Programa Innovador del Año    | Nominada   |
| 2017 | Galardón Mar de Plata Internacional | Programa de Entrevistas       | Ganadora   |
| 2017 | Galardón Mar de Plata Internacional | Programa Participativo        | Ganadora   |